# 坂部大作
坂（阪）部 大作（さかべ だいさく、1836年（天保7年10月）- 1908年（明治41年）9月）は、日本の武士（三河吉田藩藩士）、剣術家。流派は鏡新明智流。称号は大日本武徳会剣道範士。

## 経歴
三河国吉田（現愛知県豊橋市）に生まれる。13歳から21歳まで、同藩で剣術を修行する。
1856年（安政3年）、21歳で江戸へ出て、鏡新明智流桃井春蔵の道場士学館に入門。頭角を現し、上田馬之助、久保田晋蔵、兼松直廉とともに「桃井の四天王」と謳われる。
1859年（安政6年）、24歳で鏡新明智流免許を得て帰藩する。
1862年（文久2年）、藩主松平信古が大坂城代を拝命したので坂部も随行し、1865年（慶応2年）まで大坂表講武所で剣術を指南する。
廃藩置県後、剣術は不要とされ職を失い、日雇いの沖仲仕をして食いつないだ。沖仲仕の頭に罵られることがあったが、堪えたという。
1881年（明治14年）、警視庁撃剣世話掛に就任。
1903年（明治36年）、大日本武徳会から第1回の範士号を授与される。
1906年（明治39年）、大日本武徳会剣術形制定の委員を務める。
1908年（明治41年）、豊橋で死去。享年77。